# Lafayette Bunnell
Lafayette Houghton Bunnell (1824-1903) foi um médico, explorador e escritor estado-unidense, conhecido pela exploração do vale de Yosemite, nascido em Rochester (Nova Iorque) e autor do livro The Discovery of the Yosemite.